# Space Needle
Space Needle er vartegn for byen Seattle og bygget til Verdensudstillingen i 1962. Elvis Presleys film fra samme år, It Happened At The World's Fair blev optaget 'on location' i Seattle under Verdensudstillingen, og bl.a. Space Needle optræder i baggrunden på mange af filmens scener.
Space Needle er 184,4 meter høj, dog er den øverste etage "kun" i 158,5 meters højde, og 42 meter bred ved det bredeste punkt.
Ved foden af Space Needle ligger blandt andet Experience Music Project (EMP), som er en hyldest til byens musikere frem til i dag, og som indeholder blandt andet en udstilling om Jimi Hendrix, der stammede fra byen. EMP er grundlagt af Paul Allen.